# تنگ دسته‌گربه‌ای

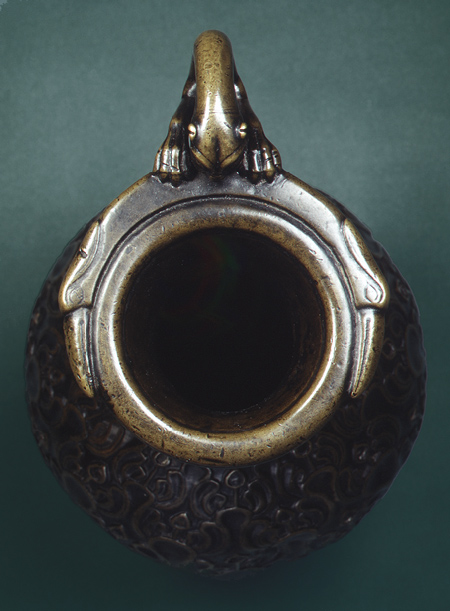
نمای بالای تنگ، سر اردک‌ها و گربه وحشی

تُنگ دسته‌گربه‌ای یک تنگ آب‌خوری برنزی و از آثار تاریخی است که قدمت آن به پایان دوره ساسانیان و آغاز حکومت خلفای راشدین (سده هفتم میلادی) باز می‌گردد. طرح روی این ظرف از نوع نقوش گیاهی انتزاعی است. دسته تنگ، یک گربه وحشی است که دستانش بر روی لبه تنگ و پاهایش بر روی بدنه تنگ قرار دارد. بر روی بدنه ظرف و پایه آن طرح برگ گیاهان وجود دارد. فلز مس در هنرنمایی روی ظرف نقش عمده‌ای دارد. طرح و سبک کار، تاثیر هنر ساسانی و اشکانی را بر هنر اسلامی در ادوار آغازین اسلام در ایران ثابت می‌کند. شکل تنگ دسته‌گربه‌ای یادآور سبک فلزکاری‌های دوره ساسانی و اشکانی است، به طوری که نقوش گیاهی انتزاعی و اردک روی لبه دهنه جام و همچنین گلبرگ‌های روی هم افتاده پایه تنگ به ترتیب از طرح‌ها و ویژگی‌های دوره ساسانی و اشکانی است.